# Кантор Ігор Володимирович
І́гор Володи́мирович Ка́нтор (1987—2014) — солдат Збройних сил України, учасник російсько-української війни.

## Біографія
Народився Ігор Кантор 11 січня 1987 року в селі Грибовиця Іваничівського району. Навчався майбутній воїн у місцевій школі, після закінчення школи проживав у місті Нововолинську, працював підземним електросюсарем на Нововолинській шахті № 5. У 2006—2007 роках проходив строкову службу у повітряно-десантних військах України. 2011 року одружився; працював на заводі «Кроноспан» — оператор автоматичних та напівавтоматичних верстатів й установок.
Призваний до збройних сил за мобілізацією 8 квітня 2014 року, служив у 51-й механізованій бригаді. Разом із іншими бійцями бригади брав участь у відсічі збройній агресії Росії. 14 липня 2014 року у Свердловському районі Луганської області підрозділ бригади прийняв бій з терористичними угрупованнями. Позиції українських військовиків бойовики обстріляли з реактивної артилерії, і один із зарядів влучив у бронемашину. Під час бою загинуло троє українських військовослужбовців — Ігор Кантор, Олександр Абрамчук та молодший сержант Юрій Трохимук. Ігор не встиг скористатися бронежилетом, який йому купили односельці, та не встигли передати бійцеві.
Удома в загиблого бійця залишилилась вагітна дружина.
Похований Ігор Кантор на кладовищі в рідному селі Грибовиця.

## Нагороди
4 червня 2015 року — за особисту мужність і героїзм, виявлені у захисті державного суверенітету та територіальної цілісності України, вірність військовій присязі під час російсько-української війни, відзначений — нагороджений орденом «За мужність» III ступеня (посмертно).

## Вшанування пам'яті
- 9 квітня 2015 року в Нововолинську відбулось урочисте відкриття Стели Героям, на якій розміщені фотографії усіх жителів міста, які полягли під час Революції Гідності та війни на сході України: Сергія Байдовського, Романа Бірюкова, Сергія Бугайчука, Андрія Дрьоміна, Андрія Задорожнього, Андрія Комаристого, Павла Попова, Володимира Пушкарука, Олександра Свинчука та Ігора Кантора.[3]
- 2 квітня 2015 року Іваничівська районна рада на своїй сесії ухвалила рішення присвоїти ім'я Ігора Кантора Грибовицькій ЗОШ І—ІІ ступеня.[4][5]
- У рідному селі загиблого воїна на будівлі школи, де навчався Ігор Кантор, встановлено меморіальну дошку на його честь, а у приміщенні школи зроблений куточок загиблого героя.[6][4]
- Почесний громадянин Волині (посмертно)